# Chinoperla
Chinoperla és un gènere d'insectes plecòpters pertanyent a la família dels pèrlids.
Es troba a Borneo (Chinoperla borneensis), Sumatra (Chinoperla reducta), Tailàndia (Chinoperla spinata, Chinoperla fascipennis, Chinoperla porntip i Chinoperla unidentata), Malàisia (Chinoperla fascipennis), el Vietnam (Chinoperla rhododendrona, Chinoperla sila, Chinoperla yi i Chinoperla gorohovi), l'Índia (Chinoperla nigriceps) i la Xina (Hainan -Chinoperla nigrifrons- i Fujian -Chinoperla nigroflavata-).

## Taxonomia
- Chinoperla borneensis Sivec & Zwick, 1989
- Chinoperla fascipennis (Banks, 1931)
- Chinoperla gorohovi Sivec & Stark, 2010
- Chinoperla nigriceps (Banks, 1914)
- Chinoperla nigrifrons (Banks, 1939)
- Chinoperla nigroflavata (Wu, C.F., 1948)
- Chinoperla porntip Sivec & Stark, 2010
- Chinoperla reducta (Geijskes, 1952)
- Chinoperla rhododendrona Cao & Bae, 2007
- Chinoperla sila Sivec & Stark, 2010
- Chinoperla spinata Sivec & Stark, 2010
- Chinoperla unidentata Sivec & Zwick, 1989
- Chinoperla yi Sivec & Stark, 2010[6][8][9][10][7]